# How to Eat with Your Butt
«How to Eat with Your Butt» (en España «Los caras de culo» y en Hispanoamérica «Como comer con el culo») es el décimo episodio de la quinta temporada de la serie animada South Park.

## Trama

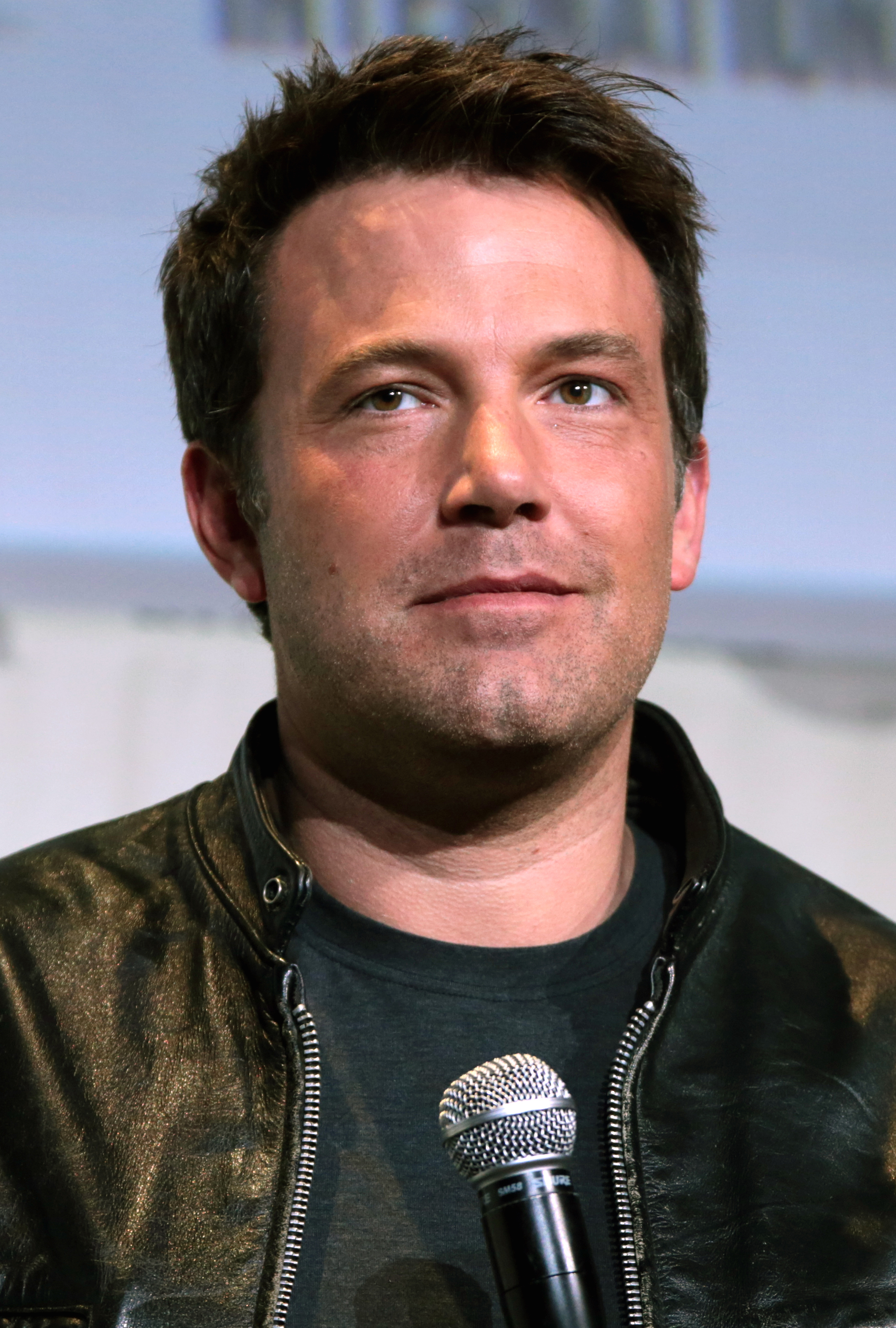
Ben Affleck es parodiado al final del episodio.

El episodio comienza cuando en la escuela los alumnos se toman la foto escolar. Kyle no quiere salir sin su habitual sombrero pero el fotógrafo casi lo obliga mostrando su cabello rojo estilo afro. Poco antes de que le tocase a Stan su turno, llega Cartman soltando una enorme carcajada ya que Kenny estaba volteado mostrando su trasero en lugar de su cara para la foto. Poco antes de que a Kenny se le tomase su foto, Butters pasa antes peinándose y se toma la foto quedando con un mechón de cabello parado y Kenny obtiene su foto sin problemas.
A la semana siguiente, los chicos reciben sus fotos pero la Srta. Selastraga advierte que algún alumno hizo el ridículo en una foto y que se le llamará a su padres. Kenny se asusta creyendo que puede ser él pero resulta ser Butters, quien arruinó su foto sonriendo aunque con un mechón de su cabello sin peinar. Cartman al ver la foto de Kenny con su trasero en lugar de sus rostro no para de reírse y decide jugar una broma a nivel nacional; poner su foto en las cajas de leche y reportar a Kenny como niño extraviado, la broma se lleva a cabo, describiendo a Kenny con cabello rubio, raza caucásica, un ojo marrón y enormes cachetes.
Aunque para Stan y Kyle no es gracioso, una caja de leche con la foto de Kenny llega a Wisconsin, donde una pareja con enormes traseros como rostros y cabezas observan la foto creyendo que la compañía lechera podía haber encontrado a su hijo Tommy (en alusión a Tommy Thompson, exgobernador de Wisconsin y exsecretario del Departamento de Salud y Servicios Sociales de los Estados Unidos). La pareja conocida como los Thompson va a la compañía de leche en Colorado, pero les dicen que el niño está reportado como extraviado y la recepcionista lleva a los Thompson con Cartman quien aún se ríe sabiendo que existen dos personas cono traseros en lugar de caras, pero al verlos deja de reírse, salvo Stan y Kyle, quienes los ven. Cartman con decepción sube a su habitación y Stan y Kyle llevan a los Thompson con Kenny, quien era quien estaba en la foto. Una vez ahí, Carol le pide a Kenny disculparse con los Thompson, quienes padecen Síndrome de Polaridad Transversa (SPT), y la recepcionista de la compañía lechera se ofrece a buscar al hijo perdido de los Thompson. Cabe destacar las burlas de todos en el pueblo hacia los Thompson por su aspecto.
Por su parte Cartman, quien ha perdido todo sentido del humor, pide ayuda al Sr. Mackey y luego a Jimmy, quien le cuenta varios chistes, pero Cartman no logra reírse. La compañía lechera busca en sus archivos registros sobre niños desaparecidos con SPT, mientras los Thompson conocen las instalaciones de la compañía. Tras una ardua búsqueda, el hijo de los Thompson es encontrado. Cartman siente deseos de morir por no volver a reírse. Los chicos se dirigen a la compañía para conocer al hijo de los Thompson con la excepción de Butters, que es varias veces castigado por las foto de la escuela y cuando sus padres creen que el aún hace gestos. En la compañía lechera, todo el pueblo asiste para ver al hijo perdido de los Thompson, que resulta ser Ben Affleck. Todo el pueblo celebra mientras que Cartman recupera su sentido del humor. Kyle le dice que su risa la perdió al sentir culpa por jugarle una mala broma a los Thompson, pero Cartman le dice que solo "fundió su fusible de la risa" y se va con Kenny, quien es arrollado por una motocicleta, algo que aun le da risa a Cartman.

## Curiosidades
- Ben Affleck vuelve a aparecer en el episodio "Fat Butt and Pancake Head" (2003) .